# Ahmed Harbi
Ahmed Harbi Mahajna (arabul: أحمد حربي محاجنة, héberül: אחמד מחאג'נה; Umm al-Fahm, Izrael, 1986. július 16. –), gyakran egyszerűen csak Ahmed Harbi, izraeli-palesztin labdarúgó, a palesztin Al-Am'ary hátvédje, korábban Izraelben játszott. Először 2010-ben, Szudán ellen hívták be a palesztin labdarúgó-válogatottba. Részt vett a 2010-es WAFF-kupán, a 2012-es AFC Challange-kupa-selejtezőkön és a 2014-es vb selejtezőin. Első gólját a 2012-es AFC Challange-kupa-selejtező utolsó meccsén Mianmar ellen lőtte.